# Quebrada de Miñimiñi
El quebrada de Miñimiñi es un curso natural intermitente de agua ubicado en la precordillera de la Región de Tarapacá, Chile. Se forma por la confluencia de varias quebradas y fluye en dirección oeste hasta desembocar en la quebrada de Chiza, dentro de la cuenca del río Camarones.

## Historia
Francisco Solano Asta-Buruaga y Cienfuegos escribió en 1899 en su Diccionario Geográfico de la República de Chile sobre el lugar:
Miñimiñi.-—Aldea de la parte oriental del departamento de Pisagua que está situada en un ameno y feraz vallecillo de una quebrada de las faldas occidentales de los Andes. Contiene unas pocas familias principalmente de raza indígena, una pequeña iglesia con la advocación de San Martín y huertos y sembrados en su contorno que producen algún maiz, trigo, alfalfa, buenos higos y varios frutos tropicales. Quedó casi destruida en el terremoto de 13 de agosto de 1868, pero se ha repuesto. Dista como 100 kilómetros hacia el E. de la ciudad de Pisagua.
Luis Risopatrón la describe en su Diccionario Jeográfico de Chile (1924):: 855 :
Miñimiñi (Quebrada de). Es estrecha i encajonada en su orijen, se ensancha donde se encuentra el caserío de Mñita, despues del cual sigue angosta nuevamente en un trecho de unos 15 kilómetros, en el que no permite sino el paso del sendero hasta el comienzo del ensanchamiento en que se haya la aldea de aquel nombre, donde desaparece el agua; sigue en curvas más o menos pronunciadas hacia el W i se cultiva en ella maiz, alfalfa, trigo, duraznos, higueras, guayabos, pacayes, granados, tumbos, membrillos i viñedos con cuyo fruto se fabrica una corta cantidad de buen vino. Alimenta alguna población en un trayecto considerable i es árida desde los sembríos de Cojaballa hasta su confluencia con la quebrada de Chiza; el cordón del lado norte remata en la pampa a unos 20 km al W de la aldea de Miñimiñi i el del S, de menos altura i más uniforme continúa hasta unos 30 km al W de la aldea mencionada.
Jorge Boonen, en su Ensayo sobre la geografía militar de Chile, la llama también "quebrada de Chiza".
El topónimo es escrito a veces Miñimine, otras veces Miñemiñe Luis Risopatrón advierte también que se ha escrito Miñi Miñi y también Miñimiñe.